# Wessex Trains
Wessex Trains – dawny brytyjski przewoźnik kolejowy działający w latach 2001–2006, należący do National Express Group. Spółka posiadała koncesję na obsługę linii kolejowych w południowo-zachodniej Anglii. Siedziba przedsiębiorstwa mieściła się w Exeterze.
Przedsiębiorstwo powstało w 2001 roku w wyniku reorganizacji spółki Wales and West. Spółka obsługiwała większość połączeń w regionie z wyjątkiem tras dalekobieżnych, za które odpowiedzialne byli przewoźnicy First Great Western (połączenie London Paddington – Penzance), Virgin Trains (Birmingham New Street – Penzance) oraz South West Trains (London Waterloo – Paignton, London Waterloo – Weymouth). Przedsiębiorstwo posiadało 70 pociągów i zarządzało 125 stacjami kolejowymi. W 2006 roku połączenia obsługiwane przez Wessex Trains zostały przejęte przez spółkę First Great Western.

## Obsługiwane trasy
Pociągi Wessex Trains kursowały na następujących liniach:
- Linie główne:
  - Great Western Main Line (Londyn – Bristol – Exeter – Plymouth – Penzance)
  - South Wales Main Line(inne języki) (Bristol – Cardiff – Swansea – zachodnia Walia)
  - Wessex Main Line (Bristol – Bath – Salisbury – Southampton)
- Linie drugorzędne:
  - Atlantic Coast Line (Par – Newquay)
  - Avocet Line (Exeter – Exmouth)
  - Golden Valley Line(inne języki) (Swindon – Gloucester)
  - Heart of Wessex Line (Westbury – Weymouth)
  - Looe Valley Line (Liskeard – Looe)
  - Maritime Line (Truro – Falmouth)
  - Riviera Line (Exeter – Paignton)
  - Severn Beach Line (Bristol – Avonmouth – Severn Beach)
  - St Ives Bay Line (St Erth – St Ives)
  - Tamar Valley Line (Plymouth – Gunnislake)
  - Tarka Line (Exeter – Barnstaple)
  - West Coastway Line(inne języki) (Southampton – Portsmouth – Brighton)